# R. C. Rickmers
Die R. C. Rickmers war die zweite deutsche Fünfmastbark und der fünfte Fünfmastrahsegler der Welthandelsflotte. Ebenso wie ihr Schwesterschiff Maria Rickmers war sie im Gegensatz zu den vor ihr gebauten Fünfmastern mit einer Dampfmaschine als Hilfsantrieb (Auxiliar-Segler) ausgerüstet. Nach zwei hölzernen Vollschiffen – 1.080 BRT (1868) und 1.760 BRT (1888) – war sie das dritte Schiff dieses Namens, unter dem später drei weitere Frachtschiffe fuhren. Nach den Havarien der Thomas W. Lawson 1907 und der Preußen 1910 war sie bis zum Stapellauf der France 1911 das größte Segelschiff der Welt. 1914 wurde sie als Kriegsbeute beschlagnahmt, in Neath umbenannt und schließlich von einem deutschen U-Boot versenkt. 1921 folgte ein Neubau der R.C. Rickmers.

## Beschreibung
Im Jahre 1906 wurde die R. C. Rickmers für die Rickmers Reismühlen Rhederei und Schiffbau A.-G. (Firmenname seit 1889) auf der hauseigenen Werft in Geestemünde unter der Baunummer 147 gefertigt. Rumpf, Masten und Rahen waren aus Stahl gefertigt. Benannt nach dem Firmengründer Rickmer Clasen Rickmers (1807–1886) sollte sie die auf der Jungfernfahrt verschollene Maria Rickmers ersetzen. Wie bei allen Rickmers-Schiffen war der Schiffskörper entsprechend der Firmentradition in den Reedereifarben grün (Überwasserschiff) und rot (Wasserpass, Unterwasserschiff) gestrichen. Nach einigen Marineautoren galt sie als Prestigebau und Antwort auf die beiden F. Laeisz-Fünfmaster Potosi und Preußen. Als sie vom Stapel lief, übertraf sie mit ihren 5.548 BRT sogar das damals größte Rahsegelschiff, das Fünfmast-Vollschiff Preußen, um 467 BRT, wurde aber wegen der Hilfsmaschine nie als Deutschlands größtes Segelschiff eingetragen. Einige Seeleute nannten sie wegen ihrer Dampfmaschine und des gewaltigen Schornsteins hinter dem Mittelmasten eher einen „Segeldampfer“ denn ein Segelschiff. Ihre maximale Ladekapazität von 7.900 tn.l. und damit die Wirtschaftlichkeit war durch die 600 Tonnen fassenden Kohlenbunker reduziert. Das große Schiff machte etliche Furore, besonders in den USA, und zeigte aufgrund von Linienführung und Rigg gute Etmale, die allerdings auch unter Zuhilfenahme der Dampfmaschine zustande kamen. Nach dem Umbau zum Segelschulschiff besaß die große Bark ein überlanges Poopdeck bis zum Mittelmast. Das riesige Schiff benötigte eine besonders geschulte Mannschaft, da nicht alle Seeleute und Kapitäne einen Fünfmastrahsegler zu führen verstanden. Das zeigte sich später im Krieg bei der Übernahme der Bark durch die Briten, die den internierten Kapitän baten, die Schiffsführung (speziell die Segelkommandos) zu erklären, da man in England keine Erfahrung mit Fünfmastrahseglern hatte.

## Geschichte

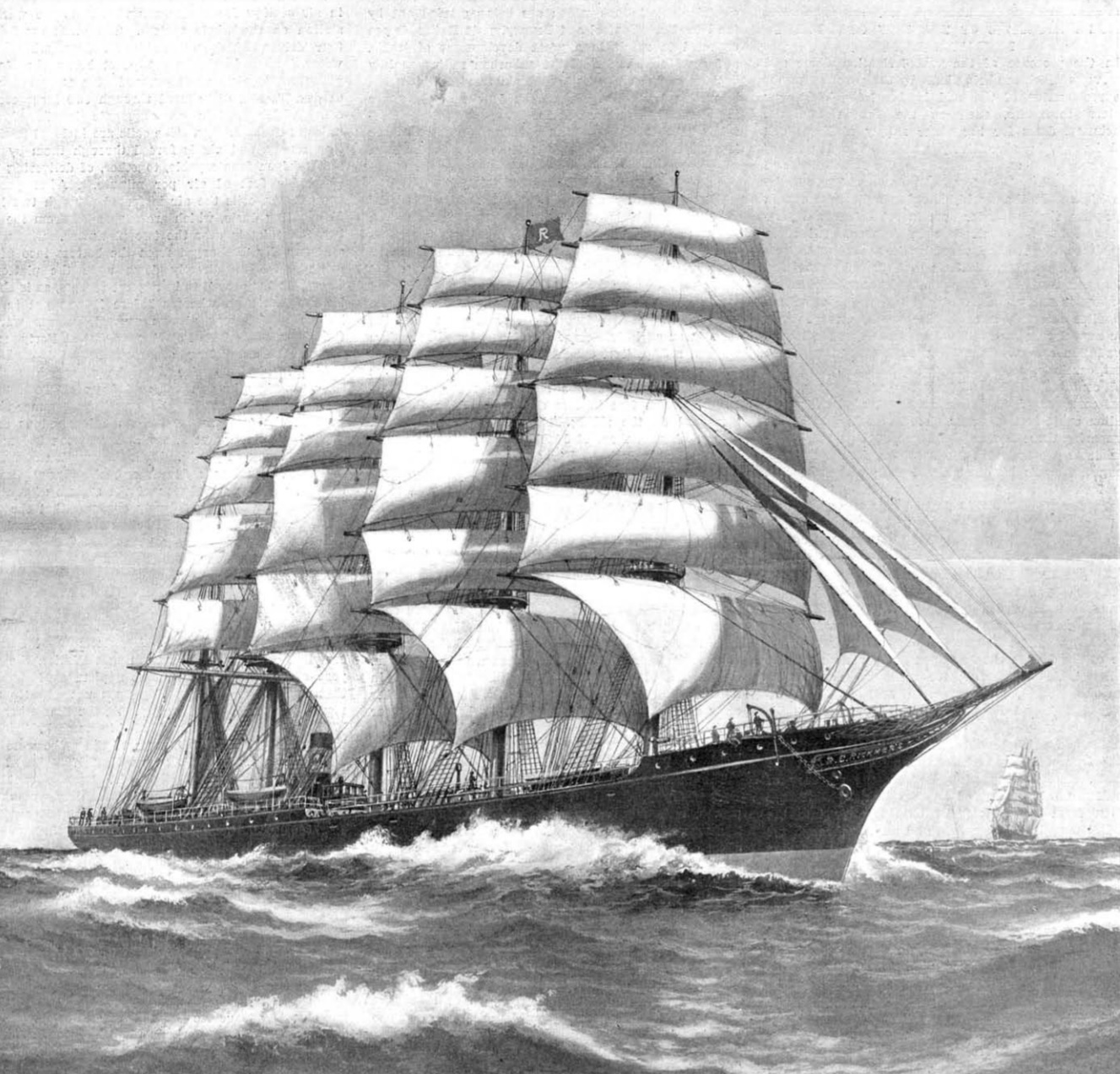
1906: R. C. Rickmers

Hauptfahrziele der Bark waren Ostasien (Singapur, Kōbe/Hiogo Japan, Saigon – Jungfernreise unter Kapitän August Walsen), Sibirien (Wladiwostok), die US-amerikanische Westküste (San Francisco, Portland in Oregon), Australien (New South Wales) und Südamerika (Chile). Ausreisend beförderte das Schiff meist Kohle aus Wales und anderen Ländern, heimreisend hauptsächlich Reis für die firmeneigenen Reismühlen. 1912 und 1913 machte sie zwei große Reisen unter Kapitän O.F. Borgwardt:
- Cardiff – Philadelphia – Kap der guten Hoffnung – Kōbe (Japan) – Portland (Oregon) – Antwerpen
- Cardiff – Philadelphia – Kap der guten Hoffnung – Japan – Wladiwostok – Indischer Ozean – Hull

Ein besonderes Ereignis war 1912 der Besuch des russischen Zaren Nikolaus II. auf dem Schiff während des Aufenthaltes in Wladiwostok.
Wegen des laderaumverringernden Kohlebunkers (rund 600 t), des für die Wartung der Dampfmaschine zusätzlichen Personals (2 Maschinisten, 2 Trimmer, 2 Heizer) und des anfallenden Kohleverbrauchs war die R. C. Rickmers nicht wirtschaftlich. Bei der Umstellung der Rickmers-Linie auf Dampf zwischen 1910 und 1913 stieß die Reederei alle Großsegler ab. Für die große Bark fand sich kein Käufer, weshalb sie 1913/1914 auf der eigenen Werft zum reedereieigenen Schulschiff zur Ausbildung des Seeoffiziersnachwuchses umgebaut wurde. Bei Beginn des Ersten Weltkriegs lag die große Bark in Cardiff zur Übernahme einer Kohlenladung; die britische Admiralität beschlagnahmte sie und taufte sie in Neath (gesprochen [niːθ]) um, nach einem Orts- und Flussnamen in Süd-Wales; walisisch Nedd [nɛθ]. Die britische Schiffsmannschaft hatte wegen fehlender Erfahrung mit diesem Schiffstyp Probleme mit der Führung des riesigen Seglers. Unter englischer Flagge wurde sie am 27. März 1917 – mit einer Ladung Zucker von Mauritius kommend – 30 Seemeilen südöstlich von Fastnet (Irland) vom Unterseeboot U 66 der deutschen Kaiserlichen Marine versenkt. 1921 erfolgte der Neubau einer R.C. Rickmers (Dampfer, ca. 8000 t Tragfähigkeit), das bereits vierte Schiff dieses Namens.
Dieser Frachtdampfer war so leistungsfähig, dass er (offensichtlich wegen seiner unmilitärischen Optik) gern für Waffenlieferungen zum Einsatz kam, die gemäß des Versailler Vertrags verboten und deshalb als Lieferung von „Sportwaffen“ deklariert waren.
1957 lief das vorläufig letzte Frachtschiff dieses Namens bei Rickmers vom Stapel (Motorantrieb; Bau-Nr. 283).